# Cantone di Saint-Denis-Sud
Il Cantone di Saint-Denis-Sud era una divisione amministrativa dell'arrondissement di Saint-Denis.
È stato soppresso a seguito della riforma complessiva dei cantoni del 2014, che è entrata in vigore con le elezioni dipartimentali del 2015.
Comprendeva parte del comune di Saint-Denis, parte del comune di Saint-Ouen e il comune di L'Île-Saint-Denis.